# Borboropactus asper
Borboropactus asper is een spinnensoort in de taxonomische indeling van de krabspinnen (Thomisidae).
Het dier behoort tot het geslacht Borboropactus. De wetenschappelijke naam van de soort werd voor het eerst geldig gepubliceerd in 1884 door Octavius Pickard-Cambridge.